# Constance Åkerlöf
Constance Margareta Isa Åkerlöf, född 2 september 1895 i Stockholm, död 5 maj 1975 i Dala-Husby, Kopparbergs län, var en svensk målare och kopist.
Hon var dotter till första stationsskrivaren Georg Åkerlöf och Mina Gustafsson Baltzar. Åkerlöf studerade konst vid Berggrens målarskola i Stockholm 1929. Hennes konst består av landskapsmålningar och porträtt samt kopior av äldre mästares verk från Nationalmuseum, Stockholm. 